# Jumbo Spiele

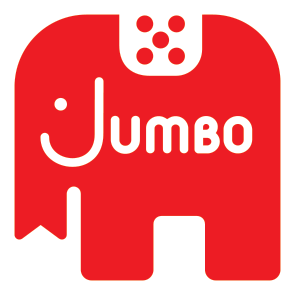
Logo

Jumbo Spiele ist eine Marke des niederländischen Spieleverlages Hausemann & Hötte. Der Firmensitz in Deutschland ist seit August 2024 Fürth in Bayern.
Der deutsche Kaufmann Engelbert Theodor Zacharias Gottfried Hausemann (* 4. Oktober 1815 in Mengede) gründete 1853 einen Gemischtwarenladen in Amsterdam. Ab 1860 arbeitete sein 17-jähriger Neffe Wilhelm Arnold Hötte (getauft 4. Februar 1847 in Westhofen) in dem Geschäft mit. Hötte gründete 1873 seinen eigenen Betrieb. 1882 schlossen sich beide zusammen und „Hausemann & Hötte“ wurde gegründet. Als sich 1887 der kinderlose Hausemann aus dem Unternehmen zurückzog, behielt Hötte den Firmennamen „Hausemann & Hötte“ bei. 1905 wurde Hausemann & Hötte in eine Aktiengesellschaft mit 203.000 Gulden Eigenkapital umgewandelt, deren Anteile von Wilhelm Hötte und seinen beiden Söhnen Gustav und Max gehalten wurden. Nach dem Tod von Wilhelm wurde Gustav Hötte neuer Direktor. 1921 betrug der Umsatz 650.000 Gulden.
Ab 1930 wurde Holzspielzeug unter der Marke Jumbo verkauft, so entstand auch das Symbol des Elefanten. Ab 1958 wurde das Spiel Stratego mit großem Erfolg verkauft. Der Jahresumsatz wurde 2007 mit gut 30 Millionen Euro angegeben. Am 19. Juli 2007 wurde Jumbo von der Unternehmensgruppe M&R De Monchy übernommen.

## Bekannte Spiele (Auswahl)
- Cranium (Vertrieb bis 2008)
- Rummikub (Spiel des Jahres 1980)
- Stratego
- Targui (Auswahlliste Spiel des Jahres 1988)
- Tycoon (Auswahlliste Spiel des Jahres 1998)
- Um Reifenbreite (Spiel des Jahres 1992)
- Jumbo Jet (Spiel aus dem Jahr 1986)
- Hitster (Spiel aus dem Jahr 2022)